# 訳林出版社
訳林出版社（やくりんしゅっぱんしゃ）は、中華人民共和国江蘇省の鳳凰出版伝媒集団の傘下にある、1989年設立の公営出版社である。主な出版物は世界各国の文学作品の中国語訳、雑誌「訳林」、「英語新世紀」等がある。

## 出版物
- 「ユリシーズ」（蕭乾、文潔若訳）
- 「失われた時を求めて」（李恒基等訳）
- 「古代ギリシャ悲劇喜劇全集」（張竹明、王煥生訳）